# Gallup (bedrijf)
Gallup Incorporated is een Amerikaans onderzoek- en adviesbureau. Het werd opgericht in 1935 en is wereldwijd vooral bekend van zijn opiniepeilingen.
Gallup, Inc. verleent strategisch en op research gebaseerde advies aan bedrijven en organisaties in verschillende landen waarin gefocust wordt op strategische analyses en adviezen om leiders van organisaties en instituten te helpen bij het oplossen van hun problemen. Het bedrijf heeft kantoren in 20 landen en voorziet 2000 werknemers van banen verdeeld in vier divisies: Gallup Poll, Gallup Consulting, Gallup University en Gallup Press.

## Oprichting
Het was George Gallup die in 1935 de American Institute of Public Opinion, de voorloper van Gallup, Inc., in Princeton, New Jersey oprichtte. Zijn wens was toentertijd om nauwkeurig en op een objectieve manier de opinies van personen te bepalen. Om zijn onafhankelijkheid en objectiviteit te benadrukken was Gallup vastberaden om zijn peilingen niet te laten uitvoeren in opdracht van of betaald door belangenbehartigers als de Republikeinse of de Democratische Partij. Wel verrichtte het bedrijf consumentenonderzoek voor de industrie: een van de eerste klanten was de ook juist ontstane multinational Unilever.
In 1936, voorspelde Gallup met succes dat Franklin Roosevelt Alf Landon zou verslaan bij de Amerikaanse presidentsverkiezingen van 1936. Deze gebeurtenis maakte Gallup meteen de populairste opiniepeiler van Amerika.

### Gallup World Poll
In 2005 startte Gallup, Inc. de World Poll (Wereldwijde Opiniepeiling), die voor 100 jaar lang doorlopend de wereldbevolking in 160 landen ondervraagd wat staat voor ruim 98% van de wereldwijde populatie volwassenen. De World Poll bevat meer dan 100 verschillende vragen over wereldwijde alsmede regionale items. De volgende indexes komen bijvoorbeeld aan bod: wet & handhaving, voedsel & onderdak, infrastructuur & nutszaken en werkgelegenheid & welvaart. Gallup werkt tevens samen met organisaties, steden, overheden en landen om specifieke items en idexes te creëren om informatie te verkrijgen bij die belangen.
De Gallup interviews worden in principe bij 1000 inwoners van een land afgenomen. De doelgroep betreft de gehele bevolking, onafhankelijk en vanaf 15 jaar of ouder (soms pas 18 jaar of ouder). Gallup doorloopt met iedere respondent de vragenlijst in zijn of haar moedertaal om zo statistisch vergelijkbare resultaten te verkrijgen. Er wordt gebruikgemaakt van telefonische ondervraging in landen waar het telefoonnetwerk (vast en mobiel) minstens 80% van de bevolking vertegenwoordigd. In de landen waar dat minder dan 80% is, maakt Gallup gebruik van persoonlijke face-to-face interviewers.